# Miavaig Bridge
Die Miavaig Bridge ist eine Brücke in der Ortschaft Miavaig auf der schottischen Hebrideninsel Lewis. 1993 wurde das Bauwerk in die schottischen Denkmallisten in der Kategorie B aufgenommen.

## Geschichte
Im späten 18. Jahrhundert wurde der Plan zu einer Verlängerung des Pfades von Miavaig nach Valtos erörtert. Die vorliegende Fußgängerbrücke könnte im Rahmen der Umsetzung dieses Vorhabens entstanden sein. Möglicherweise wurde sie jedoch erst im 19. Jahrhundert errichtet. Später wurde rund 120 Meter östlich eine Straßenbrücke errichtet, weshalb die Miavaig Bridge heute keine infrastrukturelle Bedeutung mehr besitzt.

## Beschreibung
Die Miavaig Bridge verläuft durch einen langgezogenen Arm im Westen des Loch Miavaig beziehungsweise durch den Bach Abhainn a’Ghlinne, der in den Loch Miavaig mündet. Es handelt sich um eine flache Fußgängerbrücke, die aus grob behauenem Feldstein aufgemauert wurde. Die Miavaig Bridge ist mit drei rechteckigen Öffnungen ausgeführt, die bei üblichem Wasserstand unter Wasser liegen. Oberhalb dieser sind zwei weitere Öffnungen angeordnet. Später wurden flache Brüstungen aus Beton ergänzt oder ältere Steinbrüstungen im Rahmen einer Ertüchtigung ersetzt. Auf die Brüstungen wurde ein schmiedeeisernes Geländer aus dünnen Stangen gesetzt.